# Bada Shanren
Bada Shanren (en chino, 八大山人) fue un pintor chino nacido con el nombre de Zhu Da, en el año 1626 y fallecido en el año 1705.

## Vida
Debido a sus relaciones familiares con la familia imperial y la caída de la dinastía Ming (1644)ingresó en un monasterio budista con el objetivo de huir de las persecuciones. Tras el fallecimiento de su padre perdió el habla, aunque no se sabe si esta pérdida fue real o no, debido al desconocimiento de múltiples de sus datos biográficos.Su comunicación con el mundo exterior se limitaba a gestos y gritos y mediante sus obras. Adoptó diversos nombres con los que firmaba sus obras: Lu (mono), Wu Lu (mono en casa),Xue-Ge (copito de nieve), Ge Shan (esta montaña).
En el año 1685, comenzó a firmar sus obras con el nombre de Ba Da Shan Ren (ermitaño del Gran Octavo)éste fue, sin duda, su seudónimo más conocido.
Entre los años 1680-1684, abandonó su vida retirada, viviendo con la esperanza de la restauración de la antigua dinastía Ming. En 1689,el emperador Kangxi efectuó su segundo viaje  por el sur, triunfando y desmoronando todas las ilusiones de los leales a la  dinastía Ming. Con ese viaje coincide una de las obras más reconocidas de Bada Shanren, o Zhu Da, denominada Luna y melón.
Las obras de su juventud ligan muy claramente a Zhu Da con pintores importantes como Dong Qichangy Ni Zan, especialmente en los métodos que se refieren a la  pincelada y composición. Sin embargo, pronto abandonó ese estilo.
Su obra fue escasamente valorada en su época, pero ha tenido una gran influencia en la pintura china del siglo XX.
- Datos: Q198097
- Multimedia: Bada Shanren / Q198097